# Gens Fannia
La gens Fannia fu una gens romana, di cui fecero parte alcuni personaggi influenti dello Stato tra cui un comandante dell'esercito, due consoli, un giudice e due tribuni della plebe; è attestata a partire dal 161 a.C.. All'interno della gens il praenomen più comune è Gaio.

## Origini
La famiglia non viene menzionata prima del II secolo a.C., quando nel 161 a.C. fu affidato il consolato a Gaio Fannio Strabone. In seguito il figlio omonimo fu eletto a sua volta console nel 122.
La famiglia diede il nome all'omonima legge Lex Fannia,

## Tria nomina

### Praenomina
Tra i praenomina associati abbiamo 11 Gaio, 1 Marco e 1 Lucio.

### Cognomina
Tra i cognomina associati abbiamo Caepio ("Cepione") e Strabo ("Strabone").

## Membri

### Fannii Strabones
- Gaio Fannio Strabone, nonno del console del 161 a.C.;
- Gaio Fannio Strabone, padre del console del 161 a.C.;
- Gaio Fannio Strabone, console nel 161 a.C.;[2][3][4][5]
- Marco Fannio Strabone, padre dello storico
- Gaio Fannio Strabone, figlio del console del 161 a.C., a sua volta console nel 122;[6][7][8][9][10]
- Gaio Fannio Strabone, fu in gioventù soldato sotto Scipione l'Emiliano. Insieme a Tiberio Gracco fu il primo ad oltrepassare le mura di Cartagine quando la città fu assediata e conquistata. In seguito divenne un oratore, il cui stile fu più forte di quello del cugino, console nel 122, ma fece la sua fortuna come storico di eventi a lui contemporanei che furono in seguito ripresi da Sallustio.[11][12][13][14][15][16]

### Fannii Caepiones
- Fannio Cepione, cospirò con Lucio Licinio Murena contro Augusto nel 22 a.C. Accusato da Tiberio, non presente al processo, fu condannato a morte e in seguito giustiziato.[17][18][19][20]

### Altri Fannii
- Gaio Fannio, tribuno della plebe nel 187 a.C.;[21]
- Marco Fannio figlio di Gaio triumviro monetale del 123 a.C.[22]
- Fannia, moglie di Gaio Titino;[23][24]
- Gaio Fannio, eques;[25]
- Marco Fannio, giudice;[26]
- Lucio Fannio, combatté nelle Guerre mitridatiche, con altri compagni (tra cui Lucio Mago) disertò, unendosi a Mitridate, e fu perciò dichiarato nemico pubblico dal Senato;[27][28][29][30][31]
- Gaio Fannio Cherea o Chaereas, liberto di origine greca, fu oggetto di una causa a cui partecipò Cicerone;[32]
- Gaio Fannio, uno degli accusatori di Clodio nel 61 a.C.;[33][34]
- Gaio Fannio, tribuno della plebe nel 59 a.C.,[35][36] insieme ai tribuni Quinto Ancario e Domizio Calvino, al console Bibulo e a Caton l'Uticense si oppose alla lex Julia agraria senza successo, in quanto Bibulo fu ricoperto di sterco e pubblicamente umiliato mentre Fannio e il resto della delegazione conservativa furono costretti alla fuga.[37] Fu anche probabilmente pretore nel 54 a.C.[38] o nel 50 a.C.[39] e propretore nel 49-48 a.C. prima in Sicilia poi in Asia;[39][40]
- Fannio, uno dei comandanti di Gaio Cassio Longino nel 42 a.C.;[41]
- Fannio Quadrato, un contemporaneo di Orazio che parlò di lui come di un parassita asservito a Tigellio Ermogene;[42][43]
- Fannia, seconda moglie di Gaio Elvidio Prisco, accompagno il consorte durante il suo esilio prima sotto Nerone e poi anche sotto Vespasiano;[44][45]
- Gaio Fannio, contemporaneo di Plinio, fu autore di un'opera relativa a persone giustiziate o esiliate da Nerone dal titolo Exitus Occisorum aut relegatorum. L'opera, rimasta incompiuta al terzo libro a causa della prematura morte dell'autore, dovette essere molto popolare all'epoca sia per il soggetto che per lo stile.[46]